# Друга балканська війна
Друга балканська війна — швидкоплинна війна 29 червня — 29 липня 1913 року за розділ Македонії між Болгарським царством з одного боку, й Османською імперією, Румунським королівством, Королівством Чорногорія, Королівством Сербія і Грецьким королівством з іншого. Війна була спровокована дипломатами Австро-Угорської та Німецької імперії, які прагнули розвалити Балканський союз.
Болгарське царство програло війну. У результаті політична ситуація на Балканському півострові змінилася на користь Французької республіки, Австро-Угорської та Німецькоі імперій. Російська імперія навпаки — втратила свій вплив. Територія, захоплена Болгарським царством у Першій Балканській війні, була поділена між країнами-переможницями.

## Причини

### Історичні передумови
Османська імперія, розширюючи свою територію з моменту виникнення, у XV столітті захопила Балканський півострів. На півострові ще до приходу османів мешкало багато ворожих один до одного народів. Спільний противник — Османська імперія — змусив їх консолідуватися. У XVII столітті почалося поступове ослаблення імперії. Завоюванні османами народи прагнули до незалежності, тому в XVIII столітті в ослабленій імперії не раз відбувалися повстання національних меншин. До середини XIX століття почалося формування етнократичних держав. На Балканському півострові, частина населення якого була православними християнами і слов'янами, цей процес відбувався за підтримки Російської імперії. До кінця XIX століття Османська імперія втратила значну частину своїх європейських володінь, на території яких виникли незалежні Сербія, Болгарія, Румунія, Греція і Чорногорія..
Протистояння великих держав на Балканах призвело до виникнення Балканського союзу — військового оборонного союзу Болгарського царства, Королівства Сербія, Грецького королівства і Королівства Чорногорія. Союз створювався під егідою Російської імперії і був спрямований проти Австро-Угорської імперії, оскільки нещодавня Боснійська криза призвела до дестабілізації ситуації на Балканах. Проте Балканський союз почав ворогувати з Османською імперією. В ослабленій імперії мешкала велика кількість болгар, греків і сербів. Крім того, болгарський уряд бажав максимально розширити кордони Болгарського царства, створивши Велику Болгарію — імперію, що мала охопити всю східну частину Балкан. Серби воліли отримати доступ до Адріатичного моря, приєднавши до своєї країни Західну Македонію і Албанію. Чорногорці прагнули зайняти великі османські порти на Адріатиці і Новопазарський санджак. Греки, як і болгари, воліли максимально розширити кордони своєї країни. Пізніше, вже після Першої світової війни, виникла Велика ідея Венізелоса — відтворення Візантійської імперії зі столицею в Константинополі (Стамбулі). Були, проте, в союзі й суперечності. Так, Болгарське царство і Королівство Сербія сперечалися про належність Македонії, Королівство Греція і Болгарське царство — про належність Фракії. Румунське королівство, яка не входила в союз, теж мала територіальні претензії до Болгарського царства, а в ході Першої Балканської війни ці претензії вона використовувала для політичного тиску на Болгарію.

## Результати Першої балканської війни
9 жовтня 1912 року офіційно розпочалася Перша балканська війна, хоча де-факто Королівство Чорногорія початок бойових дій з османськими військами ще 4 жовтня. У перші два місяці війни сили Балканського союзу вели наступ на всіх напрямах. У Македонії була повністю розбита Західна (Македонська) армія Османської імперії, під Киркларелі — Східна. Тривалі бої на Чаталджинській укріпленій лінії, тривалі облоги міст Салоніки і Шкодер змусили сторони розпочати мирні переговори. Переговори було зірвано младотурками, котрі під час Младотурецької революції захопили владу в Османській імперії. Новий уряд імперії негативно ставився до національних меншин держави, тому він закликав османів продовжити війну на Балканах, повернувши до складу імперії «бунтівні регіони». 3 лютого 1913 року о 7-й годині вечора військові дії відновилися. У другу її фазу Балканському союзу вдалося примусити здатися Шкодер і Салоніки. На інших ділянках фронту до 30 травня велася позиційна війна. 30 травня младотурецький уряд все ж погодився підписати в Лондоні мирний договір.
Відповідно до Лондонського мирного договору, Османська імперія втрачала більшу частину своїх європейських володінь і всі острови в Егейському морі. Під її владою залишався лише Стамбул і його околиці. Албанія отримала незалежність, хоча фактично це був протекторат Австро-Угорської імперії й Королівства Італія. Створення нової держави не задовольняло Королівство Греція, Королівство Чорногорія і Королівство Сербія, які хотіли розділити албанські території між собою. Крім того, мирний договір не передбачав, як розподілять в майбутньому втрачені Османською імперією території. Країни-учасниці Балканського союзу мали самостійно розділити окуповані території. Це було проблематично, оскільки Фракія і Македонія відразу після завершення Першої Балканської війни стали спірними територіями між союзниками. Ситуація в цих регіонах постійно нагніталася, Македонія була поділена спірною демаркаційною лінією між Болгарським царством і Королівством Сербія. Нові кордони держав так і не були визначенні.

## Нова політична ситуація
Німецька імперія і Австро-Угорська імперія, які наприкінці XIX століття були втягнуті у загальноєвропейську гонку озброєнь, усвідомлювали, що наближається загальноєвропейська війна. Російська імперія була їх потенційним противником, а значно посилений Балканський союз був її союзником. Цього побоювалися Османська імперія, Німецька імперія і Австро-Угорська імперія. Щоб послабити російський вплив на стратегічно важливому Балканському півострові, необхідно було ліквідувати Балканський союз. Прямо оголосити війну союзу Австро-Угорська імперія не могла, оскільки це могло перерости у загальноєвропейську (фактично світову) війну.
У такій ситуації німецькі й австро-угорські дипломати ще наприкінці 1912 року вирішили розвалити союз зсередини. У Белграді — столиці Королівства Сербія — вони схиляли сербського короля до війни з Болгарським царством і Королівством Греція. Аргументувалося це тим, що в Балканській війні серби не отримали бажаного — доступу до Адріатики, але вони можуть це компенсувати, анексуючи Македонію і Салоніки. Таким чином Королівство Сербія отримала б вихід до Егейського моря. Одночасно німці й австро-угорці вели дипломатичну роботу в болгарській столиці — Софії. Болгарському уряду пропонувалося те саме, що й сербському — анексувати Македонію. Австро-Угорська імперія обіцяла Болгарському царству в цьому питанні підтримку. Але думка болгарської сторони не змінилася. Вона як і раніше наполягала на дуже суворому дотриманні всіх пунктів сербо-болгарського союзного договору 1912 року, який заклав підґрунтя Балканського союзу.
Серби, на відміну від болгар, погодилися з німецькими й австро-угорськими дипломатами. Королівство Сербія готувалася до нової війни. Тим часом Королівства Греція, була невдоволена посиленням Болгарського царства і прагнула спільного кордону з Королівством Сербія, 1 червня 1913 року підписала з Королівством Сербія союзний антиболгарський договір. Греки і серби мали спільні інтереси на Балканах — передусім у транзитній торгівлі. Російська імперія, під егідою якої виник Балканський союз, виступала проти його розпаду. Російський уряд закликав мирно врегулювати питання. Планувалося скликати конференцію всіх «зацікавлених сторін» для встановлення нових кордонів. Ситуація погіршувалася реваншизмом младотурків, які хотіли повернути собі втрачені території.
На початку літа 1913 року в Королівстві Сербія сталася радикалізація уряду і всіх верств суспільства.. Почалася насильницька сербізація у захоплених в османів регіонах — Західної Македонії і Косово.
Розповсюджувались шовіністичні ідеї, наприкінці червня сам сербський король став закликати до максимального розширення кордонів держави. Сформувалося вкрай радикальне угруповання «Чорна рука». Воно виникло за підтримки сербської контррозвідки і контролювало більшу частину сербського уряду. Його побоювався сам Карагеоргійович. Внутрішньополітична ситуація загострювалася тим, що частина сербського уряду на чолі з Николою Пашичем не була згідна з політикою «Чорної руки». У газетах стали з'являтися статті про «урядову зраду батьківщини кабінетом Пашича».

## Плани та сили

### Зосередження військ

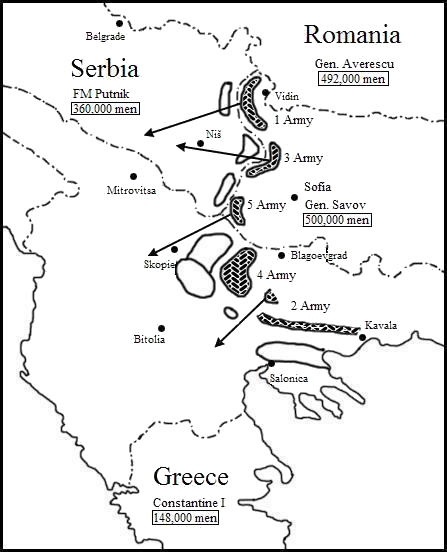
Плани болгарської операції

До кінця Першої Балканської війни в Болгарському царстві було сформовано 4-та армія, а після війни — 5-та. Обидві армії виступали нарівні з 1-ю, 2-ю і 3-ю. Фактично з часів недавньої війни з Османською імперією в болгарських військах нічого змінилося. До лінії майбутнього фронту — сербсько-болгарського кордону — Болгарське царство стягала війська довго, оскільки ті перебували далеко у Чаталджі.
Сербські війська, головна ударна сила антиболгарського союзу, розтягнулися вздовж усього кордону з Болгарським царством. Всього у Королівстві Сербія було три армії та два самостійних загони. До складу сербських військ ввійшли чорногорські війська, частина яких увійшло до складу 1-ї армії королевича Олександра Карагеоргійовича. Ще одна частина сербських військ залишалася в Скоп'є як резерв. В тому ж місті розташувався штаб верховного командування антиболгарськими силами.
У Королівстві Чорногорія після Першої Балканської війни війська встигли демобілізуватися, тому була знову оголошено мобілізація. У Королівстві Сербія та Болгарському царстві провелась додаткова мобілізація, щоб поповнити сили. С 23 по 27 червня війська обох країн стягувалися до загального кордону. 28 червня війська розпочали військові дії, тоді ж розпочалась дипломатична криза між країнами колишнього Балканського союзу і Російською імперією, яка прагнула врегулювати конфлікт шляхом мирних переговорів. Того ж дня в Петербурзі було призначено час переговорів про належність спірних територій, проте переговори було зірвано війною.

### Плани
Болгарське командування планувало атакувати противника на півдні і перекрити сполучення між Королівством Сербія і Королівством Греція. Далі болгари намагались атакувати Скоп'є і потім повністю зайняти Македонію. На захоплених теренах планувалося заснувати болгарську владу й провести пропаганду серед місцевого населення. Як очікувалося, місцеве населення має підтримати болгарську армію. Далі уряд Болгарського царства волів запропонувати противникам перемир'я і почати дипломатичні переговори. Уряд країни вважав, що після захоплення Скоп'є Королівство Сербія під тиском погодиться на всі умови болгар.
Серби ніяких спеціальних планів напередодні війни не розробляли. Лише на початку липня, коли розпочалася війна і сербські війська просувалися углиб Болгарського царства, сербський і грецький уряди вирішили виграти війну за допомогою дипломатії. Планувалося стримувати наступ болгар на всьому фронті, при цьому звинувачуючи Болгарське царство у порушенні союзних договорів, таким чином ізолювавши її.

## Перебіг військових дій

### Наступ болгар
В останні дні червня ситуація на кордоні загострилася. 29 червня 1913 року о 3 годині ранку болгарські війська без оголошення війни перейшли в наступ на македонській ділянці кордону. Для Королівства Сербія це виявилося несподіванкою, оскільки та чекала початку у Санкт-Петербурзі. Джордж Б'юкенен, британський дипломат, з приводу початку війни заявив: Болгарія відповідальна за відкриття військових дій, Греція і Сербія цілком заслужили обвинувачення в навмисній провокації.
Спочатку болгарський наступ вівся лише п'ятьма дивізіями 4-ї армії на Македонському фронті та 2-ї армії в напрямку Салонік. Частини 4-ї армії форсували річку Злету, повністю розбивши розташовані там сербські війська, і розділилися на дві частини: перша атакувала сербів біля Криволака, друга — біля Іштиба. Наступ був успішним і несподіваним, але сербська 1-а армія, яка перебувала на відстані 10 кілометрів від Злети, встигла відреагувати на перетин кордону противником й попрямувала назустріч болгарам. Цією армією особисто командував Олександр Карагеоргієвич.
Увечері того ж дня, о 19 годині, болгарська 2-а армія почала наступ на Салоніки. Потужним ударом були знищені всі передові частини греків, ті, що залишилися в живих, відступили. Частини 11-ї дивізії 2-ї болгарської армії вийшли до узбережжя Егейського моря біля болгарсько-грецького кордону й до річки Струма. Розвинути масштабніший наступ болгарам зашкодила сербська артилерія. З неї було відкрито вогонь по болгарських військах у Салоніках, далі болгари наступати не стали. 30 червня постфактум серби, греки і чорногорці офіційно оголосили війну Болгарському царству. Костянтин I, король Греції, який особисто очолив всю грецьку армію, віддав наказ своїм військам перейти в контрнаступ. Тим часом до наступу на Пирот пішли 1-а і 5-та болгарські армії. Наступ захлинувся, армії були зупинені сербами. 2 липня антиболгарський союз узяв ініціативу у свої руки, і сербсько-грецькі війська почали поступово наступати на позиції противника. У полон до сербів потрапляли окремі болгарські частини і артилерія. Так, на підступах до Велеса вдалося взяти до полону 7-му дивізію болгар у повному складі. Біля Злети сербам того ж дня вдалося зупинити наступ військ противника, а вночі значна частина болгарських військ була оточена і знищена сильним артилерійським вогнем. На Овчому полі була оточена значна частина 4-ї болгарської армії.

## Битва під Кукушем
Оскільки основні сили болгар на грецькому фронті перебували біля Кукуша, грецьке командування вирішило розбити їх. Для цього в короткий термін було розроблено план, відповідно до якого лівофлангові частини болгарської армії мали бути затримано трьома дивізіями греків, тим часом чотири центральні дивізії грецьких військ повинні атакувати центр противника в Кукуші. Тим часом 10-та грецька дивізія мала обійти з півночі озеро Одран і, контактуючи з сербською армією, діяти спільно. Фактично план передбачав взяти болгарські війська у кільце і знищити. Греки переоцінили війська болгар, вважаючи, в тих не менше 80 000 військових і 150 гармат. Насправді болгари мали 35 000 вояків.
2 липня почалися нові бої між греками й болгарами, які ставали все масштабніше. У вечорі того ж дня до Кукушу підійшли греки. Їхні війська зупинилися неподалік від болгар і провели артпідготовку. Першою почала наступ на лівому фланзі 10-та грецька дивізія. Вона перетнула річку Вардар, частина її атакувала Гавгелі, а інша вступила в незапланований бій з болгарськими військами. На правому фланзі теж почався наступ 1-ї і 6-ї дивізії. Болгари вирішили оборонятися, що дозволило розвинути наступ грекам. Бій тривав всю ніч, а 3 липня греки підійшли до Кукушу впритул і спробували опанувати містом. Увечері болгарські війська з центру і правого флангу відступили до кордону. Лівий фланг болгарських військ продовжував оборону до наступного дня. 4 липня греки змусили відступити залишки військ противника. Як трофеї були взяті 12 артилерійських гармат і 3 кулемети. Після бою 10-та і 5-та грецькі дивізії об'єдналися в лівофлангову групу і разом почали переслідування болгар.

## Контрнаступ антиболгарської коаліції
6 липня болгарські війська у Дойрана несподівано для греків припинили відступ. Вони розгорнулися й атакували противника, але атака була відбита, а болгари зазнали серйозні втрати. Після цього випадку їх відступ відновився.
Наступний подібний випадок стався на Белашицькому перевалі. Увечері того ж дня греки підійшли до нього. У той момент перевал був повністю зайнятий болгарами. Вони заздалегідь приготувалися відбити атаку, тому розгорнули артилерію і зайняли позиції. Місцевість була гориста, а день дуже спекотним, тому грекам важко було пройти гірськими шляхами з артилерією. Ще важче було її розгорнути. Болгари цим скористалися відкрили прицільний артилерійський вогонь. Попри це, бій виграли греки. Їх армія у кілька разів переважала розбиту болгарську, тому перевал взято, хоч і великими втратами.
7 липня греки ввійшли в Струмицю. Тим часом відступна лівофлангова болгарська дивізія перетягла на свій бік три грецьких, чим полегшила опір грекам центральної болгарської дивізії. Протягом трьох днів вона опиралася перетягненим на себе військам, але теж змушена була відступити. Водночас грекам чинили опір на західному березі Струми у Ветрини. 10 липня опір було зломлено, і болгарські війська відійшли на схід. Болгари не могли розраховувати на перемогу, позаяк їхні армія ослабла і була деморалізована, а противник в тричі перевершував чисельністю болгарські війська.
11 липня сталося з'єднання грецьких і сербських військ. Армія короля Костянтина зустрілася з сербською 3-ю армією. Того ж дня греки з моря висадилися в Кавале, яка належала Болгарії. Також силам антиболгарського союзу вдалося зайняти Серре, а 14 липня вони окупували Драму.

### Втручання в конфлікт Королівства Румунія та Османської імперії
Румунське королівство ще в ході Першої Балкансько війни тисло на Болгарське царство, погрожуючи втрутитися в конфлікт на боці Османської імперії. Вона вимагала змінити лінію кордону Південної Добруджі на свою користь. З початком Другої Балканської війни румунське керівництво побоювалося втратити наступальну ініціативу, тому готувалося до вторгнення в Болгарське царство.
Одночасно в Османській імперії в ході Першої Балканської війни до влади прийшли младотурки, з їхнім приходом в країні запанували реваншистські настрої. Османська імперія після підписання Лондонського мирного договору не могла повернути собі всі втрачені території, тому скористалася Другою Балканською війною для часткової компенсації втрат Першої. Фактично султан не давав жодних наказів розпочати військові дії, ініціатором відкриття другого фронту став Енвер-паша, лідер младотурків. Командувачем операції він призначив Ізет-пашу.
12 липня османські сили перетнули річку Марицю. Їхній авангард складався з кілька частин кавалерії, серед них була одна іррегулярна з курдів. Одночасно 14 липня румунська армія перетнула румуно-болгарський кордон в районі Добруджі й попрямувала на південь уздовж Чорного моря на Варну. Румуни очікували жорстокого опору, але нічого подібного не було. Ба більше, два корпуси румунської кавалерії без опору наблизилися до столиці Болгарського царства — Софії. Опір румунам майже не чинився, бо всі болгарські війська перебували далеко на заході країни — на сербсько-болгарському і греко-болгарському фронтах. Водночас, протягом кількох наступних днів у Східній Фракії османами були знищені всі війська болгар, а 23 липня сили Османської імперії взяли місто Едірне. Східну Фракію османи захопили всього за 10 переходів.
29 липня, коли болгарський уряд зрозумів всю безвихідь ситуації, було підписано перемир'я. Слідом за ним почалися мирні переговори в Бухаресті.

## Наслідки

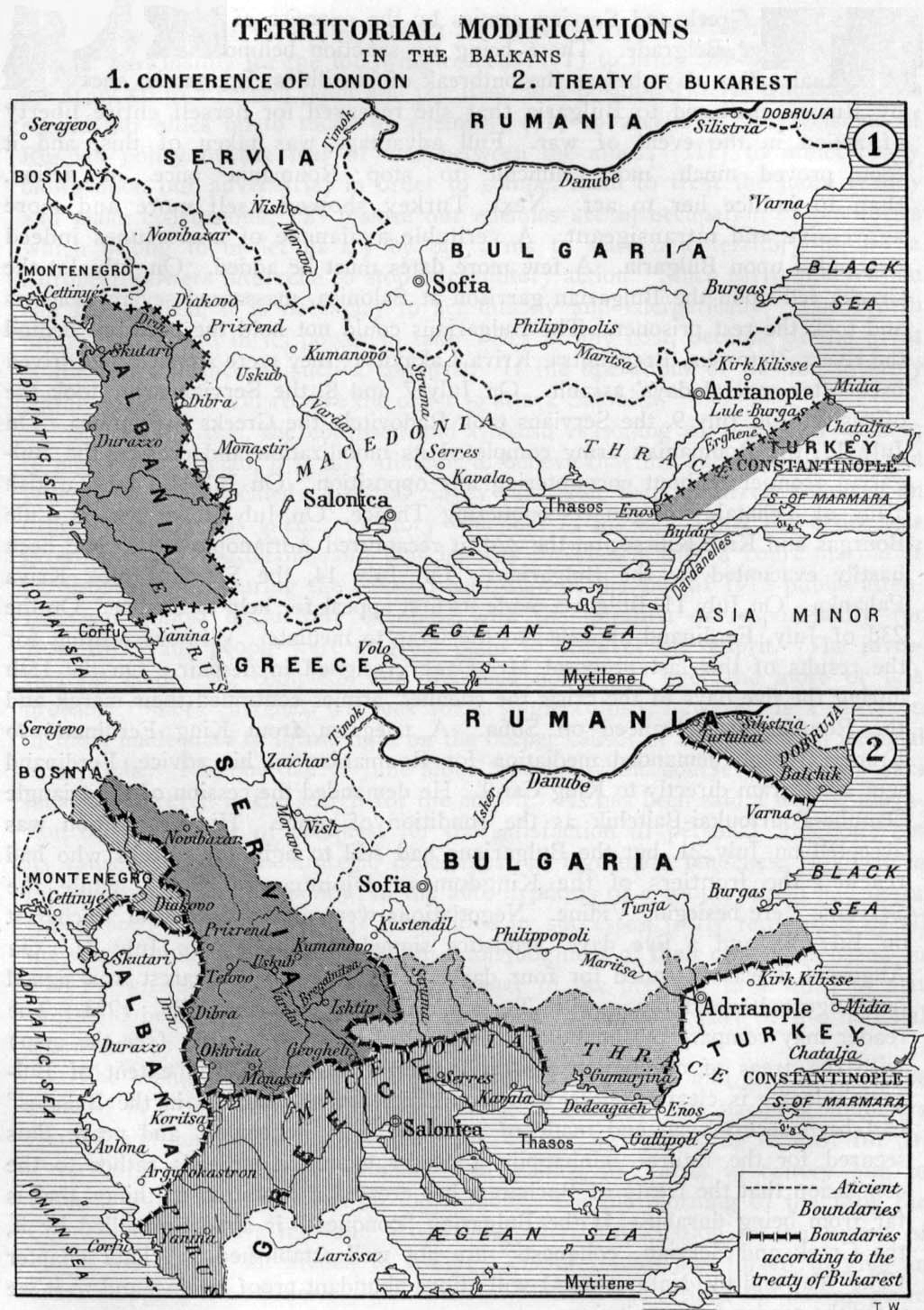
Карта випущена в 1914 році і демонструє спірні території Балканського півострова — «порохової бочки Європи». Розмежування по Лондонській конференції перед війною (згори) і остаточні кордони після Другої Балканської війни по Бухарестському миру (знизу)

### Мирні договори
По закінченні Другої Балканської війни 10 серпня 1913 року в столиці Королівства Румунія — Бухаресті — було підписано бухарестський мирний договір. Османська імперія не брала участь у його підписанні. Болгарське царство, як сторона, що програла війну, втрачало майже всі захоплені в ході Першої Балканської війни території і понад того Південну Добруджу. Попри такі територіальні втрати, вихід до Егейського моря країна мала зберегти. Відповідно до договору:
1. З моменту ратифікації договору між колишніми противниками настає перемир'я[7]
2. Встановлюється новий румуно-болгарський кордон в Добруджі: він починається на заході у Туртукайської гори на Дунаї, потім проходить прямою лінією до Чорного моря на південь від Кранево. Для формування нового кордону створювалася спеціальна комісія, а всі нові територіальні розбіжності протиборчі країни мали вирішувати в третейському суді. Також Болгарське царство зобов'язувалось протягом двох років зруйнувати всі зміцнення біля нового кордону[7]
3. Новий сербсько-болгарський кордон з півночі прямував старим, ще довоєнним кордоном. В Македонії кордон проходив по колишньому болгарсько-османському кордону, точніше по вододілу між Вардаром і Струмою. Верхня частина Струми при цьому залишалася у Королівстві Сербія. Далі на півдні новий сербсько-болгарський кордон примикав до нового греко-болгарського кордону. У разі територіальних суперечок, сторони мали звернутися до третейського суду. Для проведення нового кордону також скликалась спеціальна комісія[7]
4. Між Королівством Сербія і Болгарським царством мав бути укладений додатковий договір щодо кордонів в Македонії[7]
5. Новий греко-болгарський кордон мав починатися від нового сербсько-болгарського, а закінчуватися у гирла річки Мести на березі Егейського моря. Для формування нового кордону скликалась спеціальна комісія, як і у двох попередніх статтях договору сторони при територіальній суперечці повинні звертатися до третейського суду[7]
6. Квартири командування сторін мають бути негайно повідомлені про підписання миру, а в Болгарському царстві наступного дня — 11 серпня — має розпочатися демобілізацію[7]
7. Евакуація болгарських військ і підприємств з територій, переданих її противникам, має розпочатися у день підписання договору і має завершитися не пізніше 26 серпня[7]
8. Під час анексії втрачених Болгарським царством територій Королівство Сербія, Грецьке королівство і Румунське королівство мають повне право користуватися залізничним транспортом Болгарського царства без оплати витрат і проводити реквізицію за умови негайного відшкодування збитків. Всі хворі і поранені, які є підданими болгарського царя і перебувають на окупованих союзниками територіях, мусять перебувати під наглядом й забезпечуватися арміями країн-окупантів[7]
9. Повинен відбутися обмін полоненими. Після обміну уряди колишніх країн-суперниць повинні надати одне одному дані про витрати на утримання полонених[7]
10. Договір має бути ратифіковано впродовж 15 днів у Бухаресті[7]

У Константинопольському мирному договорі обумовлювався лише болгарсько-османський кордон між Османською імперією і Болгарським царством. Його підписали в Константинополі лише Болгарське царство і Османська імперія 29 вересня того ж року. Згідно нього, Османська імперія назад отримувала частину Східної Фракії і місто Едірне.

### Нові спірні території

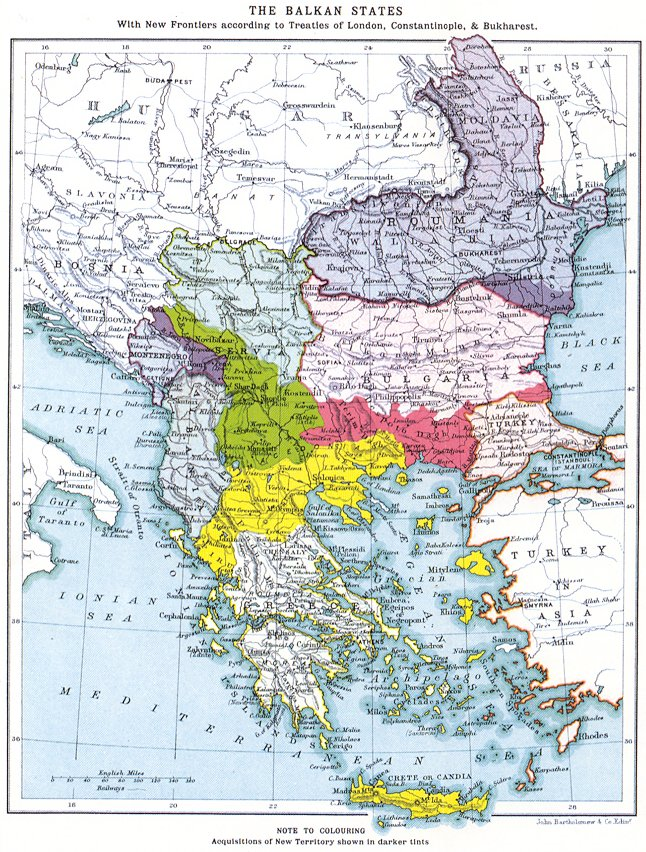
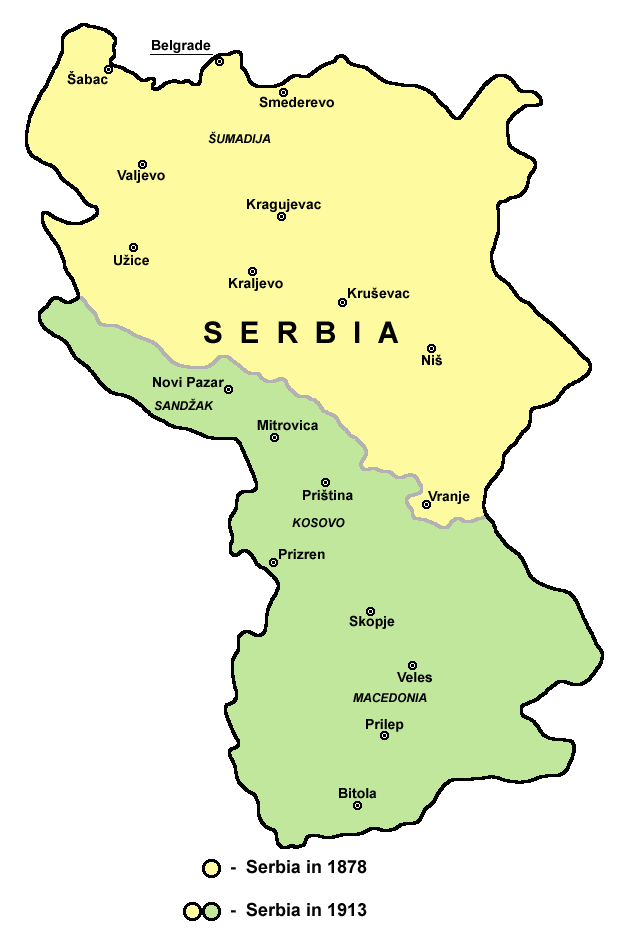
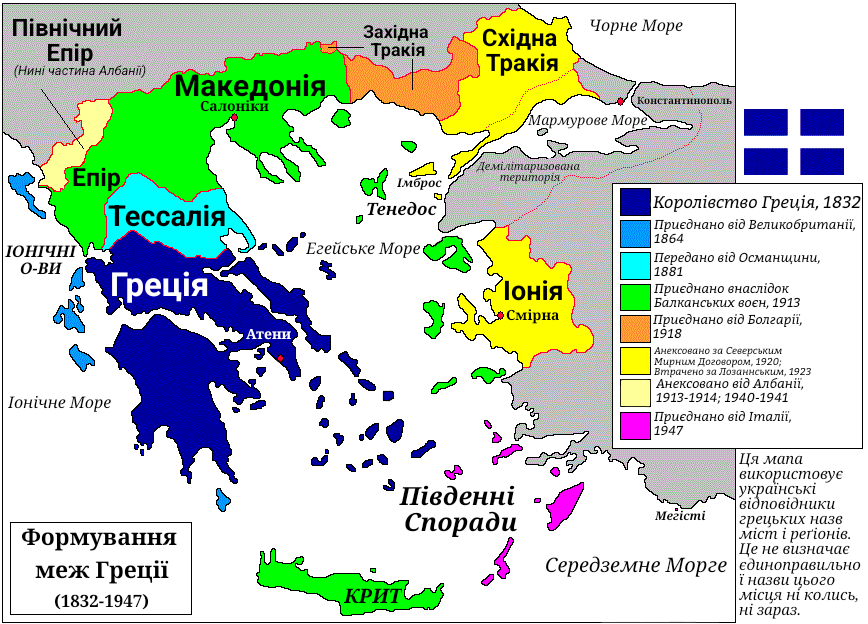

Завдяки угоді, територія Королівства Сербія збільшилася до 87 780 км²;, на приєднаних землях мешкало 1 500 000 осіб. Грецьке королівство збільшило свої володіння до 108 610 км²;, а її населення, на початок війни було 2 660 000, з підписанням договору становило 4 363 000 осіб. 14 грудня 1913 року, крім відвойованих в османів і болгар територій, Королівству Греція відійшов Крит. Румунське королівство отримала Південну Добруджу площею 6960 км²; і населенням 286 000 осіб.
Попри значні територіальні втрати, у складі Болгарського царства залишалася відвойована в Османської імперії центральна частина Фракії площею 25 030 км². У болгарській частині Фракії мешкало 129 490 осіб. Таким чином, це було «компенсацією» за втрачену Добруджу. Але пізніше Болгарія втратила й цю територію.
На Балканському півострові залишалося багато невирішених територіальних питань ще з часів Першої Балканської війни. Так, не було до кінця визначено кордони Албанії, спірними між Королівством Греція й Османською імперією залишалися острова в Егейському морі. Статус Шкодера взагалі не було визначено. У місті як і раніше перебував великий контингент великих держав — Австро-Угорської імперії, Королівства Італія, Французької республіки та Великої Британії, — а також на нього претендувала Королівство Чорногорія. Королівство Сербія, знову не домігшись в ході війни доступу до моря, воліла анексувати північ Албанії, що йшло всупереч політики Австро-Угорської імперії й Королівства Італія.

### Перша світова війна
Мирний договір серйозно змінив політичну ситуацію на Балканах. Остаточний розвал Балканського союзу підтримали Німецька імперія і Австро-Угорська імперія. Болгарський король Фердинанд I був незадоволений таким завершенням війни. Як стверджують, після підписання договору він вимовив фразу «Ma vengence sera terrible». У свою чергу у Другій Балканській війні Королівство Сербія втратила підтримку Російської імперії, але значно посилилася. Австро-Угорська імперія побоювалася виникнення на своїх кордонах сильної держави, яка після поразки Болгарського царства й Османської імперії в Балканських війнах могло стати найсильнішою державою на Балканах. До того ж у Воєводині, яка належала австрійській короні, мешкала велика кількість сербів. Побоюючись сецесії Воєводини, а згодом і повного розпаду імперії, уряд Австро-Угорської імперії шукав привід для оголошення війни сербам.
Тим часом сама Королівство Сербія радикалізувалась. Перемога відразу в двох війнах і різке посилення держави викликали національний підйом. Наприкінці 1913 року сербські війська зробили спробу окупувати частину Албанії, розпочалася Албанська криза, яка завершилася виводом військ Королівства Сербія з новоствореної держави. Одночасно під заступництвом сербської контррозвідки в ході війн сформувалося угруповання «Чорна рука», що контролювало всі органи влади.
Частина угруповання, відома як «Млада Босна», діяла в Боснії й мала за мету відколоти її від Австро-Угорщини. У 1914 році за підтримки «Чорної руки» було скоєне Сараєвське вбивство. Австро-Угорська імперія давно шукала привід ліквідувати єдину державу на Балканах, яке заодно заважало Німецькій імперії проникнути на Близький Схід — Королівство Сербія. Тому вона пред'явила сербській державі ультиматум, слідом за яким розпочалася Перша світова війна.
Реваншистське Болгарське царство у новій війні постало на бік Австро-Угорської імперії та Німецької імперії. Її уряд жадав відновити державні кордони на травень 1913 року, для цього треба було знову перемогти Сербію. Перша світова війна призвела до більших змін на Балканах, ніж попередні дві Балканські. Таким чином, Друга Балканська війна мала далекосяжні непрямі наслідки.